# Roodstaartspekvreter
De roodstaartspekvreter (Oenanthe familiaris; synoniem: Cercomela familiaris) is een kleine zangvogel uit de familie van de vliegenvangers (muscicapidae) en de onderfamilie saxicolinae (tapuiten).

## Kenmerken
De roodstaartspekvreter is een gedrongen vogel met een korte staart met een lengte van 14 tot 15 cm. De bovendelen van de volwassen vogel zijn donkerbruin en de zijkant van de kop, achter het oog is oranje. Van onder is de vogel vuilwit tot bleek grijsbruin. De stuit en de buitenste staartveren zijn ook oranje. De middelste staartveren zijn donkerbruin. De roodstaartspekvreter heeft een korte zwarte snavel en zwarte poten. Vrouwtje en mannetje lijken op elkaar, onvolwassen vogels zijn donkerbruin van boven en vaalgeel van onder en met donkere vlekken op de borst.
De alarmroep van de roodstaartspekvreter is een zacht "sjek-sjek". De zang is een triller.

## Voortplanting
De roodstaartspekvreter maakt een bekervormig nest van haar, wol, veren of zachte plantendelen. Het is gebouwd in een gat in de grond of in een rotsspleet of in een gebouw. Ook nestkasten of verlaten nesten van de republikeinwever worden gebruikt. De vogel nestelt van juli tot april, maar kan op elk ander tijdstip broeden als de voorwaarden gunstig zijn, vooral in de meer droge gebieden.

## Leefwijze
De roodstaartspekvreter wordt meestal zittend op een rotsblok waargenomen of hippend door kaal terrein. Hij heeft de gewoonte om één of twee keer rukjes aan de vleugels te geven als hij zich verplaatst. De roodstaartspekvreter wordt vaak in familieverband van maximaal vijf vogels gezien. Verder is de vogel veelal tam en gemakkelijk te benaderen. Hij eet insecten, fruit, dierlijk vet en huishoudelijk afval rond onder andere boerderijen.
De Afrikaanse naam "spekvreter" ontleent de vogel aan de gewoonte om aan het vet te pikken dat op de assen van de huifkarren (of ossewa) zat waarmee de Boeren in Zuid-Afrika zich verplaatsten.

## Verspreiding en leefgebied
Het is een algemeen voorkomende broedvogel in Afrika ten zuiden van de Sahara in kaal rotsig terrein en rond de menselijke bewoning.
De soort telt zeven ondersoorten:
- O. f. falkensteini: van Senegal tot noordwestelijk Ethiopië, zuidelijk Oeganda en Tanzania.
- O. f. omoensis: zuidoostelijk Soedan, zuidwestelijk Ethiopië, noordwestelijk Kenia en noordoostelijk Oeganda.
- O. f. angolensis: westelijk Angola en noordelijk Namibië.
- O. f. galtoni: oostelijk Namibië, westelijk Botswana en noordelijk Zuid-Afrika.
- O. f. hellmayri: van zuidoostelijk Botswana tot zuidelijk Mozambique en noordoostelijk Zuid-Afrika.
- O. f. actuosa: oostelijk Zuid-Afrika en Lesotho.
- O. f. familiaris: zuidelijk Zuid-Afrika.